# 보산동 (동두천시)
보산동(保山洞)은 대한민국 경기도 동두천시에 있는 동이다. 포천시와 경계를 접하고 있고, 북쪽으로는 소요동과 남쪽으로는 불현동과 경계를 접하고 있다.

## 개요
보산동은 동두천 시청에서 북쪽으로 1km 떨어져 곳에 위치하고 있다. 한국전쟁 후 미군부대 주둔으로 인하여 조성된 보안리와 기존 유산(杻山) 마을의 이름을 따서 ‘보산동’이라 지었다. 동쪽으로는 포천시와 경계를 이루고 서쪽으로는 동두천시 상패동, 남쪽으로는 생연1동과 중앙동 그리고 북쪽으로는 소요동과 인접하고 있으며, 미2사단이 주둔하고 있는 안보 요충지이다.
2018년 행정복지센터로 명칭변경

## 법정동
- 보산동
- 걸산동(傑山洞)

## 교통
- 보산역